# Чарльз, Гэри
Гэри Эндрю Чарльз (англ. Gary Andrew Charles; род. 13 апреля 1970, Англия) — английский футболист и футбольный тренер, выступавший на позиции защитника.

## Карьера

### Клубная карьера
Во взрослом футболе дебютировал в 1987 году в клубе «Ноттингем Форест», где играл на протяжении следующих шести сезонов. В 1989 году он ненадолго перешёл в аренду в клуб «Лестер Сити». В 1991 году Чарльз сыграл в финале Кубка Англии. 29 марта 1992 года он вместе с командой завоевал Кубок Англии в финальном матче против «Саутгемптона».
29 июля 1993 года Чарльз перешёл в «Дерби Каунти» за 750 000 фунтов стерлингов, сыграв в составе команды в 77 матчах. 6 января 1995 года он подписал контракт с «Астон Виллой». Во время нахождения в клубе Чарльз выбыл на два сезона, восстанавливаясь после серьёзной травмы лодыжки. Вместе с командой стал обладателем Кубка Английской футбольной лиги.
14 января 1999 года Чарльз перешёл в португальский клуб «Бенфика» (Лиссабон), за который сыграл четыре матчах. Всего через шесть дней после прибытия, он получил растяжение связок, выбыв на два месяца. В том же году Чарльз вернулся на родину, став игроком клуба «Вест Хэм Юнайтед».
В 2000 году он был отдан в аренду в «Бирмингем Сити», но его всё также продолжали беспокоить травмы. Чарльз завершил футбольную карьеру в 2002 году.

### Карьера в сборной
В июне 1991 года дебютировал в официальных матчах в составе национальной сборной Англии. Всего в составе национальной команды принял участие в двух матчах: против сборных Новой Зеландии и Малайзии.

### Тренерская карьера
В октябре 2011 года Чарльз стал помощником главного тренера клуба «Линкольн Сити». 29 марта 2018 года было объявлено, что Чарльз был назначен на должность тренера в клубе «Нанитон Боро». В июне 2018 года его сменил Ники Иден.

## Личная жизнь
После окончания карьеры Чарльз долгое время боролся с алкоголизмом. В 2018 году появились сообщения, что Чарльз выздоравливает от алкоголизма и занимается оказанием помощи людям, страдающим депрессией, а также алкогольной и наркотической зависимостью.
У Чарльза есть сын Джейден, который также является профессиональным футболистом.

## Достижения
«Ноттингем Форест»
- Обладатель Кубка полноправных членов: 1991/92

«Астон Вилла»
- Обладатель Кубка Английской футбольной лиги: 1995/96[13]